# Congresso Nazionale Ciuvascio
Il Congresso Nazionale Ciuvascio (in russo Чувашский национальный конгресс, Čuvašskij nacional'nyj kongress, in ciuvascio Чăваш наци конгресĕ) è un'associazione socio-culturale del popolo ciuvascio, con sede a Čeboksary, Repubblica Ciuvascia (Russia). È stato fondato nel 1992.

## Attività
Il Congresso Nazionale Ciuvascio opera in conformità alle leggi della Federazione Russa e della Ciuvascia per rafforzare i legami inter-culturali tra i vari soggetti della Federazione Russa (persone fisiche, ma anche giuridiche), e consolidare l'armonia e la stabilità sociale inter-etnica.
Il Congresso collabora attivamente con le autorità statali, le amministrazioni locali e le città della Ciuvascia e concentra la propria attenzione sulla diaspora ciuvascia, ne preserva l'identità e sviluppa la cultura locale.

## Presidenti
- Atner Huzangay (ottobre 1992 — ottobre 1997)
- Arkhipov Gennady Nikolaevich (ottobre 1997 – ottobre 2013)
- Ugaslov Nikolay Fedorovich (ottobre 2013 - ottobre 2021)
- V.L Klementiev (octobre 2021 - actuellement)

## Conservateurs
- Huzangay Atner (octobre 1992 — octobre 1997)
- Gennady Nikolaevich Arkhipov (octobre 1997 – octobre 2013)
- Nikolaï Fedorovich Ougaslov (octobre 2013 - octobre 2021)

)